# Seleção Bahamense de Rugby Union
A Seleção Bahamense de Rugby Union é a equipe que representa as Bahamas em competições internacionais de Rugby Union.

## Ligações Externas
- http://www.rugbybahamas.com/
- http://rugbydata.com/bahamas